# کوایت رایت
کوایت رایت (به انگلیسی: Quiet Riot) یک گروه هوی متال آمریکایی است که در سال ۱۹۷۳ در لس آنجلس توسط گیتاریست رندی رودز و نوازندهٔ بیس کلی گارنی تأسیس شد.
ترکیب اصلی شامل رودز و گارنی با خوانندهٔ اصلی کوین دوبرو و درامر درو فورسایت بود، اگرچه آن نسخه از گروه در آشفتگی فرورفته بود که در نهایت گروه، گارنی را به دلیل تهدید به مرگ نسبت به دوبرو اخراج کرد. موفق‌ترین ترکیب تجاری آنها شامل دوبرو در کنار گیتاریست کارلوس کاوازو، بیسیست رودی سارزو و درامر فرانکی بانالی بود و در سال ۱۹۸۳ آلبوم موفقیت‌آمیز خود سلامت متال را منتشر کردند که به عنوان اولین آلبوم هوی متال در صدر جدول آلبوم بیلبورد شناخته می‌شود. گروه چندین تک آهنگ موفق داشت که در بیلبورد هات ۱۰۰ قرار گرفتند، از جمله «بیا و سر و صدا رو حس کن»، «ماما ویر همه دیوانه حالا» (هر دو آهنگ، کاور گروه گلم راک اسلید) و «سلامت متال». این گروه در رتبهٔ شمارهٔ ۱۰۰ در وی‌اچ‌وان ۱۰۰ هنرمند برتر هارد راک قرار دارد.
با وجود چندین تغییر ترکیب و جدایی کوتاه، کوایت رایت به ضبط و تور ادامه داد تا اینکه دوبرو بر اثر مصرف بیش از حد کوکائین در سال ۲۰۰۷ درگذشت. اگرچه هیچ عضو اصلی در گروه باقی نمانده است، بانالی (که از سال ۱۹۸۲ عضو و خارج از آن بود) در سال ۲۰۱۰ کوایت رایت را اصلاح کرد و تا سال ۲۰۲۰ شامل خودش در درامز، خوانندهٔ اصلی جیزی پرل، نوازندهٔ بیس چاک رایت و گیتاریست الکس گروسی بود. پس از مرگ دوبرو، گروه به ضبط و تور ادامه داد. در سال ۲۰۱۴، آنها اولین آلبوم خود را پس از هشت سال با نام کوایت رایت ۱۰ منتشر کردند که پس از آن رود ریج در سال ۲۰۱۷ و کابوی‌هایی هالیوود در سال ۲۰۱۹ منتشر شد. بانالی در اوت ۲۰۲۰ در پی یک مبارزهٔ شانزده‌ماهه با سرطان پانکراس درگذشت. حدود سه هفته پس از مرگ او، اعضای بازماندهٔ گروه اعلام کردند که بدون بانالی به جلو حرکت خواهند کرد. جانی کلی درامر جایگزین او شد. در اوت ۲۰۲۱، کوایت رایت بیانیه‌ای منتشر کرد و گفت که رودی سارزو، نوازندهٔ بیس، دوباره به گروه ملحق خواهد شد، و همچنین خروج چاک رایت را اعلام کرد. گروه جدید قصد دارد موسیقی و تور جدیدی را در سال‌های ۲۰۲۲ و ۲۰۲۳ منتشر کند.

## تاریخچه

### اوایل کار، دو آلبوم اول و اولین جدایی (۱۹۸۱–۱۹۷۳)

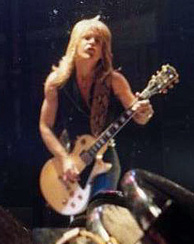
گیتاریست رندی رودز، که کوایت رایت را در سال ۱۹۷۳ تأسیس کرد.

کوایت رایت که در سال ۱۹۷۳ توسط گیتاریست رندی رودز و نوازندهٔ بیس کلی گارنی تشکیل شد، در اواسط تا اواخر دههٔ ۱۹۷۰ به یکی از موفق‌ترین هارد راک‌ها در لس‌آنجلس تبدیل شد. این نام که در ابتدا با نام ماخ ۱ شناخته می‌شد، به زودی به زنان کوچک تغییر کرد تا اینکه سرانجام در مه ۱۹۷۵ نام کوایت رایت بر روی آن گذاشته شد. نام این گروه از نقل قولی از ریک پارفیت از گروه بریتانیایی استیتس کوئو الهام گرفته شده است. پارفیت اظهار داشت که فکر می‌کند نام «Quite Right» نام گروه خوبی خواهد بود و دوبرو آن را به «Quiet Riot» تغییر داد.
درو فورسایت که قبلاً با رودز و گارنی در گروهی به نام میلدرد پیرس نواخته بود، به عنوان درامر گروه جدید استخدام شد و یک عکاس لس آنجلسی به نام کوین دوبرو به عنوان خوانندهٔ اصلی استخدام شد. کوین دوبرو اصلاً آن چیزی نبود که رندی رودز برای گروه جدیدش در نظر داشت و مورد علاقهٔ هم گروه‌های کوایت رایت خود نبود، موقعیتی که باعث تنش زیادی در گروه شد. رودز پیش‌بینی کرده بود که یک خواننده شبیه به آلیس کوپر یا دیوید بویی باشد، اما دوبرو پافشاری می‌کرد و جواب نه را قبول نمی‌کرد. در پایان، رودز و گارنی تصمیم گرفتند که اگر هیچ‌کس دیگری نباشد، دوبرو در شور و شوق خود شریک شود و او استخدام شود.
رودز به نقطهٔ کانونی گروه تبدیل شد، هم از نظر موسیقی و هم از نظر بصری. «تم نقطه‌ای» که او روی صحنه اجرا کرد به امضای بصری کوایت رایت در زمان حضورشان در کلوپ لس‌آنجلس تبدیل شد، با بسیاری از طرفداران که در نمایش‌های گروه با پاپیون‌های نقطه‌ای و جلیقه‌هایی که به تقلید از لباس‌هایی که گیتاریست روی صحنه می‌پوشید در نمایش‌های گروه حاضر می‌شدند. از نظر موسیقی، استعداد رندی رودز به عنوان یک نوازندهٔ لید دهان به دهان گسترش یافت و طرفداران هارد راک از سرتاسر لس آنجلس شروع به شرکت در کنسرت‌های گروه کردند تا بشنوند که سر و صدا در مورد چیست.
در دههٔ ۱۹۷۰، کوایت رایت یک رقابت دوستانه اما شدید را با ون هیلن ایجاد کرد، قبل از اینکه هر دو از این اجراها رکوردی را امضا کنند. در حالی که ون هیلن در سال ۱۹۷۷ با برادران وارنر قرارداد امضا کرد و اولین آلبومی را منتشر کرد که گواهینامهٔ طلا را دریافت کرد، در قرارداد کوایت رایت با سونی دو آلبوم اول آنها فقط در ژاپن منتشر شد، آلبوم‌هایی که تا به امروز هرگز در ایالات متحده منتشر نشده‌اند. گروه اولین آلبوم خود یعنی کوایت رایت (به انگلیسی: QR I) را در سال ۱۹۷۷ ضبط کرد.
همراه با ناتوانی آنها در تضمین قرارداد با ناشر آمریکایی، تنش بین دوبرو خواننده و گارنی نوازندهٔ بیس شروع به از هم پاشیدن گروه کرد. به گفتهٔ گارنی، «من در تلاش دائمی بودم تا او را از گروه خارج کنم و خوانندهٔ دیگری پیدا کنم. از او متنفر بودم، او هم از من متنفر بود و ما هیچ راهی برای کنار آمدن پیدا نکردیم که باعث تنش‌های زیادی در گروه شد. گروه استرس زیادی به رندی وارد کرد که سعی می‌کرد بی‌طرف باشد.» دومین آلبوم آنها کوایت رایت ۲ (به انگلیسی: QR II) در The Record Plant ضبط شد و در سال ۱۹۷۸ در ژاپن منتشر شد.
با ضبط کوایت رایت ۲، رابطه بین گارنی و دوبرو در نهایت به نقطه شکست خود رسید. پس از سرقت مشروبات الکلی از یک بار در شبی، گارنی در حال مستی، ناموفقانه تلاش کرد تا رودز را متقاعد کند که خوانندهٔ دیگری را جایگزین کند. گارنی در حالت مستی با یک تفنگ از سقفی شلیک کرد و درگیری بین او و رودز رخ داد. سپس گارنی نقشه‌ای برای رانندگی در مسیر شهر به سمت استودیوی Record Plant و کشتن دوبرو، که در آنجا مشغول ضبط آواز برای کوایت رایت ۲ بود، طراحی کرد. گارنی قبل از رسیدن به استودیو به دلیل رانندگی در حالت مستی دستگیر شد و پس از هوشیاری او نقشهٔ کشتن هم گروهش از بین رفت. با این وجود، دوران گارنی در کوایت رایت به سرعت به پایان رسید. به گفته دوبرو، بنیان‌گذار آیندهٔ ماتلی کرو، نیکی سیکس، برای جایگزینی گارنی تست داد، اما سیکس در آن مرحله «اسم نت‌ها را نمی‌دانست و نمی‌توانست این ساز را بنوازد». رودی سارزو، یکی از آشنایان دوبرو، استخدام شد و در آلبوم کوایت رایت ۲ به تصویر کشیده شد و در این آلبوم نامگذاری شد، اگرچه در واقع این گارنی بود که در آلبوم اجرا کرد. گرچه دوبرو درگیری‌های درونی گروه را کم‌اهمیت جلوه داد، اما سال‌ها بعد اعتراف کرد که این دوره از وجود گروه بسیار ناامید کننده بوده است: «ما یکی از بهترین نوازندگان گیتار را در گروه خود داشتیم و نمی‌خواستیم دستگیر شویم!»
در سال ۱۹۷۹، رندی رودز از آشفتگی در کوایت رایت و همچنین شکست آنها در امضای قرارداد ضبط موسیقی ایالات متحده خسته شد. در اواخر همان سال او برای گروه آزی آزبورن به اصرار دانا استرام، نوازندهٔ بیس آتی Slaughter تست داد. آزبورن گفت که فوراً از استعداد گیتاریست غافلگیر شد و بلافاصله او را استخدام کرد. اندکی پس از آن، رودی سارزو، نوازندهٔ گیتار بیس، به دنبال رندی رودز به گروه آزی آزبورن رفت و آیندهٔ کوایت رایت بسیار مشکوک به نظر می‌رسید. از آنجایی که انتظار می‌رفت کوایت رایت در این مرحله منحل شود، رندی رودز ریف‌ها و قطعاتی از مواد اولیهٔ کوایت رایت را در مواد جدیدی که با آزی آزبورن کار می‌کرد، ترکیب کرد. به گفته رودی سارزو «بسیاری از آهنگ‌های کوایت رایت با عناوین مختلف در آلبوم‌های [آزی آزبورن] قرار گرفتند. بدیهی است که رندی فکر می‌کرد که ما دیگر از آن آهنگ‌ها استفاده نخواهیم کرد، بنابراین او ریف‌ها را به آزی می‌داد که آهنگ‌های جدیدی را با آنها ارائه می‌کرد. به عنوان مثال، ریف اصلی آهنگ آزی آزبورن «راه حل خودکشی» به عنوان یک ریف ثانویه در طول ضبط دمو کوایت رایت با عنوان «Force of Habit» ایجاد شد.
به گفتهٔ دوبرو، خروج رندی رودز از کوایت رایت در سال ۱۹۷۹ به نظر پایان خط بود و گفت که این از دست دادن «گروه را از مسیر خارج نکرد، بلکه به آن پایان داد.» او و فورسایت قبل از اینکه گروه رسماً در سال ۱۹۸۰ از هم پاشید، برای مدت کوتاهی با اضافه شدن گیتاریست گرگ لئون با نام کوایت رایت ادامه دادند. لئون وقتی از او پرسیده شد که چرا زمان او در کوایت رایت اینقدر کوتاه و بسیار مختصر بود، گفت: «کار با کوین دوبرو غیرممکن بود.»

### تولد دوباره و موفقیت در آلبوم سلامت متال (۱۹۸۴–۱۹۸۲)
در اوایل سال ۱۹۸۲، با استخدام درامر فرانکی بانالی، نوازندهٔ بیس، چاک رایت، و گیتاریست کارلوس کاوازو، دوبرو با رودز تماس گرفت تا از او بپرسد که آیا مخالفتی با احیای نام کوایت رایت برای گروه جدیدش دارد یا خیر. رودز به او تأیید داد اما گفت که می‌خواهد ابتدا با رودی سارزو مشورت کند. سارزو هیچ مخالفتی نداشت و کوایت رایت پس از دو سال وقفه دوباره متولد شد. رودز در مارس ۱۹۸۲ در حین تور همراه با آزبورن در یک سانحهٔ هوایی جان باخت و متعاقباً سارزو چند ماه بعد گروه آزبورن را ترک کرد و با غم و اندوه از دست دادن دوست صمیمی و هم گروه خود به سختی کنار آمد. گروه اصلاح شدهٔ کوایت رایت در حال ضبط آهنگ جدیدی به نام «Thunderbird» به عنوان ادای احترام به رودز بود، و دوبرو با سارزو تماس گرفت تا از او بپرسد که آیا مایل است در ضبط شرکت کند یا نه. گروه دوبرو، سارزو، کاوازو و بانالی از ضبط آهنگ آنقدر لذت بردند که در این فرایند بیش از نیمی از آلبوم جدید را ضبط کردند. بیسیست رایت پیش از این برای مدت کوتاهی با گری ون دایک (ستارگان هالیوود، ویرجین) جایگزین شده بود، اما تنظیم انجام نشد و سارزو متعاقباً به عنوان یک عضو تمام وقت در کوایت رایت مورد استقبال قرار گرفت. خیلی زود پس از مرگ رودز، سؤالاتی در مورد مناسب بودن گروه جدید با استفاده از نام کوایت رایت وجود داشت. دلورس، مادر رودز، گروه را تشویق کرد، و در پایان تصمیم گرفته شد که «اگرچه رندی در آن حضور نخواهد داشت، اما روح اصلی گروه بازگشته است.»
در سپتامبر ۱۹۸۲، با کمک تهیه‌کننده اسپنسر پروفر، کوایت رایت سرانجام یک قرارداد ضبط در ایالات متحده با سونی میوزیک امضا کرد و آلبوم سلامت متال در ۱۱ مارس ۱۹۸۳ منتشر شد. تک آهنگ برجستهٔ این گروه «بیا و سر و صدا رو حس کن» در ۲۷ اوت ۱۹۸۳ منتشر شد. کاور یک آهنگ در سال ۱۹۷۳ توسط گروه اسلید، این تک‌آهنگ دو هفته در نوامبر ۱۹۸۳ در جدول بیلبورد هات ۱۰۰ رتبهٔ ۵ را به خود اختصاص داد و به عنوان اولین آهنگ هوی متال که تا کنون هات ۱۰۰ را شکسته است، تاریخ ساز شد. موفقیت این تک‌آهنگ در آغاز دورهٔ جدیدی از موفقیت بی‌نظیر موسیقی هوی متال در دههٔ ۱۹۸۰ مؤثر بود و به رساندن آلبوم سلامت متال به صدر جدول آلبوم بیلبورد کمک کرد و آن را به اولین آلبوم هوی متال آمریکایی تبدیل کرد که به رتبهٔ اول در ایالات متحده رسید.
آهنگ اصلی سلامت متال در اوایل سال ۱۹۸۴ در فهرست قرار گرفت و به شمارهٔ ۳۱ رسید. این آهنگ در شمارهٔ ۴۱ در Top 100 Greatest Hard Rock Songs VH1 قرار گرفت. از این آلبوم در نهایت بیش از شش میلیون نسخه در ایالات متحده فروخته شد.

### افول مداوم و اخراج دوبرو (۱۹۸۹–۱۹۸۴)
ادامهٔ کار این گروه، شرایط بحرانی، در ۷ ژوئیه ۱۹۸۴ منتشر شد. اگرچه موفقیت‌آمیز بود، اما یک ناامیدی نسبی انتقادی و تجاری بود، با فروش ۱ میلیون واحد و رسیدن به رتبهٔ ۱۵ در جدول آلبوم بیلبورد. این نسخه شامل کاور دیگری از اسلید با نام «ماما ویر همه دیوانه حالا» بود که به صورت تک‌آهنگ در کنار ویدیویی منتشر شد که به صورت چرخشی سنگین در ام تی وی پخش شد. دوبرو که از شکست آلبوم در تکرار موفقیت آلبوم قبلی خود ناامید شده بود، شروع به بیان عقیدهٔ خود در مطبوعات هوی متال کرد که بسیاری از گروه‌های موسیقی در صحنهٔ متال لس آنجلس موفقیت خود را مدیون چیزی هستند که او دید که درها توسط کوایت رایت به روی آنها باز شد. در یک مقطع، او حتی گروه خود را با بیتلز مقایسه کرد.
اظهارات تند دوبرو به واکنش طرفداران و درگیری در رسانه‌ها با چندین گروه متال دیگر مستقر در لس آنجلس منجر شد که منجر به خروج رودی سارزو از گروه در مارس ۱۹۸۵ شد. پس از تست‌ها، کجل بنر برای تکمیل تاریخ‌های تور آمریکای جنوبی که قبلاً رزرو شده بود در آوریل ۱۹۸۵ آورده شد. علیرغم هر گونه احساسات سخت بین دوبرو و سارزو، نوازندهٔ بیس برای مدت کوتاهی در مه ۱۹۸۵ برای جلسات Hear 'n Aid، یک پروژهٔ خیریه به سرپرستی رانی جیمز دیو برای جمع‌آوری پول برای کمک به قحطی آفریقا، به هم گروه‌های سابق خود پیوست. سارزو دو سال بعد با هم گروه سابق آزی آزبورن، تامی آلدریج، در وایت‌اسنیک دوباره ظاهر شد، و در حمایت از آلبوم بسیار موفق گروه در سال ۱۹۸۷ به تور پرداخت. سارزو پس از پنج سال غیبت از گروه، برای همیشه در کوایت رایت توسط چاک رایت بازگردانده شده، جایگزین شد و گروه به‌طور موقت جان پردل کیبوردیست را برای تور سال ۱۹۸۶ خود اضافه کردند. در آن سال آلبوم کوایت رایت ۳ منتشر شد.
بقیهٔ گروه کوایت رایت که از بداخلاقی‌های دوبرو و فشارهای مدیریت و شرکت ضبط گروه خسته شده بودند، در فوریه ۱۹۸۷ دوبرو را از گروه خود اخراج کردند و پل شورتینو، خوانندهٔ سابق Rough Cutt را جایگزین او کردند و هیچ عضو اصلی در گروه باقی نگذاشتند. چاک رایت اندکی پس از آن گروه را ترک کرد و سارزو برای بازگشت دعوت شد. سارزو موافقت کرد و در حالی که از نظر فنی در گروه بازگشته بود و حتی در برخی از عکس‌های مطبوعاتی برای این ارتباط کوتاه حضور داشت، در آن زمان به وایت‌اسنیک نیز متعهد بود و نمی‌توانست ادامه دهد. گروه سپس شان مک‌ناب را برای نوازندگی بیسیست استخدام کرد. گروه بازسازی شده دومین آلبوم خود را با نام کوایت رایت (همچنین به عنوان QR IV شناخته می‌شود) در اکتبر ۱۹۸۸ منتشر کرد. این آلبوم نتوانست گروه را به شکوه تجاری خود بازگرداند. در آوریل ۱۹۸۹، اعضای گروه راه خود را ادامه دادند. نمایشی از تور پایانی آنها در ژاپن فیلمبرداری شد و توسط فرانکی بانالی بایگانی شد که حق چاپ مستر تولید ویدیو را از طریق شرکت تولید موسیقی سامورایی سرخ خود حفظ کرد و بعداً در سال ۲۰۰۴ با جک ادوارد سایرز برای ایجاد یک دی وی دی منتشر شد با عنوان ۸۹ ساله‌ها در ژاپن زندگی می‌کنند. فرانکی بانالی دوباره در آلبوم گروه وسپ، بچه‌های بی‌سر ظاهر شد و چند برنامه را با Faster Pussycat اجرا کرد. شان مک‌ناب در سال ۱۹۹۱ به گروه House of Lords پیوست، جایی که او جایگزین چاک رایت، نوازندهٔ بیس شد که او نیز در کوایت رایت جایگزین او شده بود. کوین دوبرو هم بیکار ننشت و دعواهای حقوقی را در دادگاه برای کنترل نام گروه شروع کرد.

### اصلاحات و آلبوم سلامت متال ترکیب مجدد (۲۰۰۳–۱۹۹۰)
پس از به دست آوردن حقوق نام گروه، دوبرو با شان منینگ گیتاریست بلوز ۲۱ ساله انگلیسی، کنی هیلری نوازندهٔ بیس و پت اشبی درامر برای اصلاح کوایت رایت همکاری کرد. دوبرو و منینگ در ابتدا از نام زنان کوچک (نامی که رودز و دوبرو در دههٔ ۱۹۷۰ استفاده می‌کردند قبل از اینکه در کوایت رایت استفاده می‌شد) در تور برای جلوگیری از تبلیغات نامطلوب استفاده کردند، دوبرو و منینگ آهنگ‌هایی را برای آلبوم جدیدی گردآوری کردند که در نهایت در ژوئیه ۱۹۹۳ با نام وحشت زده منتشر شد.

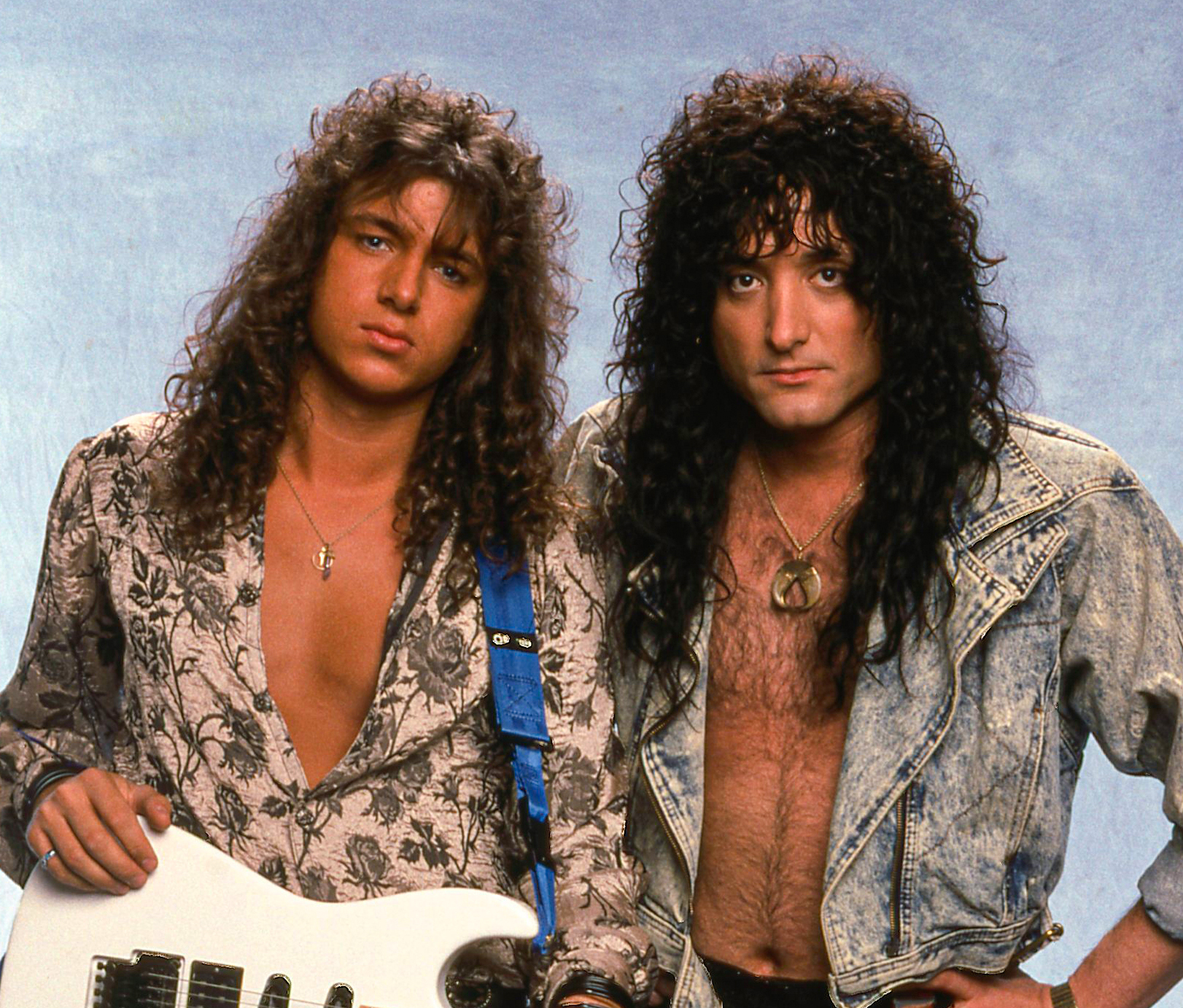
کوین دوبرو سمت راست و شان منینگ

در اوایل دههٔ ۱۹۹۰ خلق و خوی بین هم گروه‌های سابق کارلوس کاوازو و کوین دوبرو سرد شد و آنها دوباره شروع به برقراری ارتباط کردند. آنها در نهایت گروه Heat را در سال ۱۹۹۱ به همراه کنی هیلری نوازندهٔ بیس و بابی راندینلی درامر تشکیل دادند. این چهار نفر در سال بعد به نام کوایت رایت تغییر نام داد و در سال ۱۹۹۳ با پیوستن بانالی به درامز پس از پیوستن بابی راندینلی به گروه بلک سبث، آلبوم وحشت‌زده را منتشر کرد.
در همان سال، دوبرو آلبوم گردآوری‌شده سال‌های رندی رودز را منتشر کرد، مجموعه‌ای که شامل آهنگ‌های ریمیکس شده از دو نسخهٔ فقط ژاپنی کوایت رایت به همراه مطالب منتشر نشدهٔ قبلی بود، که بسیاری از آنها دارای آوازهای تازه ضبط شده بودند. گروه آلبوم پایین تا به استخوان را در مارس ۱۹۹۵ و آلبوم Greatest Hits را در فوریه ۱۹۹۶ منتشر کرد. Greatest Hits فقط مطالب مربوط به سال‌های کار با سونی را پوشش می‌داد، از جمله سه آهنگ از آلبوم ۱۹۸۸ گروه با خوانندگی شورتینو و دو آهنگ زنده که قبلاً فقط تبلیغاتی بودند. کنی هیلری، نوازندهٔ سابق بیس، که در سال ۱۹۹۴ گروه را ترک کرده بود، در ۵ ژوئن ۱۹۹۶ خودکشی کرد.
رودی سارزو دوباره در ژانویه ۱۹۹۷ به گروه ملحق شد و گروه سلامت متال را دوباره متحد کرد. در طول تور در آن سال، یکی از طرفداران عصبانی از دوبرو به دلیل جراحاتی که مدعی بود در طول یک نمایش متحمل شده بود، شکایت کرد. در مارس ۱۹۹۹ گروه آلبوم زنده و خوب را منتشر کرد که شامل آهنگ‌های جدید و چندین آهنگ دوباره ضبط شده بود. همین ترکیب آلبوم لذت‌های گناهکار را در مه ۲۰۰۱ منتشر کرد. در اوت ۲۰۰۲، خوانندهٔ سابق شورتینو برای سه کنسرت جای دوبرو را پر کرد که دوبرو به آنفولانزا مبتلا شده بود.
در سپتامبر ۲۰۰۲، گروه با کارگردان جک ادوارد سایرز برای فیلمبرداری یک ویدیوی کنسرت در Key Club در لس آنجلس همکاری کردند. دی وی دی زنده، زنده در قرن ۲۱، در ۱۱ نوامبر ۲۰۰۳ منتشر شد. کوایت رایت دوباره در سپتامبر ۲۰۰۳ رسماً شکست خورد.

### اصلاح دوم و مرگ دوبرو (۲۰۰۷–۲۰۰۴)

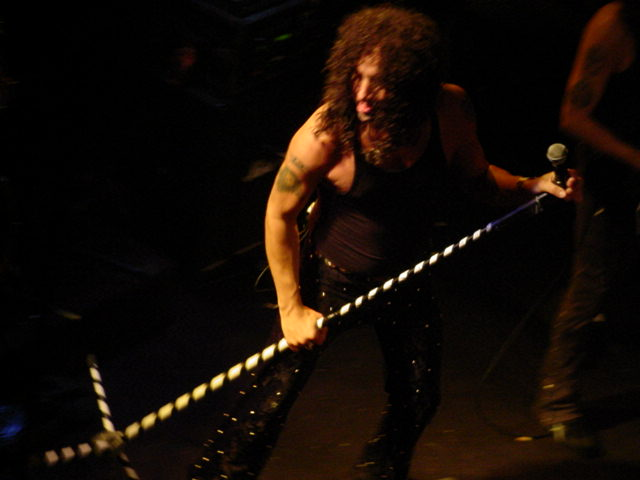
دوبرو در حال اجرا

کوین دوبرو اولین آلبوم انفرادی خود را به نام در برای کشتن در ماه مه ۲۰۰۴ منتشر کرد که پس از آن در اکتبر ۲۰۰۴ یک اتحاد مجدد کوایت رایت اعلام شد. این ترکیب مجدد شامل کوین دوبرو، فرانکی بانالی، چاک رایت و گیتاریست جدید الکس گروسی بود. این گروه در سال ۲۰۰۵ در تور Rock Never Stops همراه با گروه‌های سیندرلا، رت و فایر هاوس حضور داشت. در دسامبر ۲۰۰۵، گیتاریست تریسی گانز از گروه ال.ای. گانز برای مدت کوتاهی به کوایت رایت پیوست. گانز کمتر از یک ماه بعد پس از یک تمرین به دلیل تفاوت‌های موسیقی گروه را ترک کرد.
رایت و گروسی در اوایل سال ۲۰۰۶ گروه را ترک کردند. در این دوره کوایت رایت شامل گیتاریست‌های بیلی موریس و نیل سیترون و نوازندگان بیس شان مک‌ناب و وین کارور بود. در طول سال ۲۰۰۶، کوایت رایت روی یک آلبوم استودیویی جدید کار کرد که انتظار می‌رفت در سال ۲۰۰۶ یا ۲۰۰۷ منتشر شود. گروه اعلام کرد که هیچ جدول زمانی برای انتشار آلبوم تعیین نکرده‌اند، که خودشان بودجهٔ پروژه را تأمین می‌کنند و زمانی که آنها صلاح بدانند و طبق شرایط خودشان منتشر خواهد شد. تونی فرانکلین، نوازندهٔ سابق The Firm و Blue Murder با گروه در استودیو کار کرد. کوایت رایت آلبوم توانبخشی را با ترکیبی از دوبرو، بانالی، فرانکلین و نیل سیترون در ۳ اکتبر ۲۰۰۶ منتشر کرد. گلن هیوز، نوازندهٔ بیس و خوانندهٔ سابق گروه دیپ پرپل، به عنوان مهمان در این آلبوم حضور داشت. در پایان سال ۲۰۰۶، رایت و گروسی به گروه بازگشتند و در حمایت از آلبوم تور برگزار کردند. در سال ۲۰۰۷، کوایت رایت در تبلیغات رادیویی برای رادیو ESPN نمایش داده شد، و وضعیت خود را به عنوان نمادهای قدیمی راک اند رول، با تفسیری از دوبرو و بانالی تقلید کرد.
در ۲۵ نوامبر ۲۰۰۷، جسد کوین دوبرو در آپارتمانش در لاس وگاس پیدا شد. فرانکی بانالی در ایمیلی مرگ او را تأیید کرد.
کلی گارنی، نوازندهٔ اصلی گروه کوایت رایت، که پس از طرح نقشه‌ای برای کشتن دوبرو در سال ۱۹۷۸ از گروه اخراج شده بود، از طرفداران خواست صبور باشند و تا زمانی که مقامات دربارهٔ علت مرگ تصمیم نگیرند، هیچ گونه گمانه زنی ارائه نکنند. گارنی با درک منفی‌ای که رفتار دوبرو در طی سال‌ها در بین طرفداران ایجاد کرده بود، از طرفداران خواست که به خاطر خانواده و دوستان، در برابر هرگونه اصرار برای انتقادپذیری مقاومت کنند:

من این را از همه شما نه تنها برای خودم بلکه برای سایر دوستان و خانواده می‌خواهم. من خواهش می‌کنم که هیچ‌کس در اینجا هیچ گونه حدس و گمان یا نظر، نظریه یا چیزهای دیگری ارائه نکند که می‌تواند به عنوان منفی یا، و متاسفم، حتی دلسوزانه، در این زمان فوری تفسیر شود. من در حال حاضر، چند ساعت پس از این، باید با شایعات و گمانه زنی‌های نادرست کنار بیایم و این فقط به آن سوخت می‌افزاید. این تمایل وجود دارد که سوژهٔ کوین شعله‌های آتش را بر روی هر تخته برانگیزد و اکنون زمان آن نیست. من در اینجا حقایق و حقیقت را در ۲۴ تا ۴۸ ساعت آینده برای همه توضیح خواهم داد زیرا متوجه شدم که این روی همهٔ ما تأثیر خواهد گذاشت. پس لطفاً تا اون موقع صبور باشید، تمام جزئیات و سایر اطلاعات مربوط وقتی در دسترس من قرار گرفت در اینجا به شما منتقل می‌شود.
در ۱۰ دسامبر ۲۰۰۷، گزارش‌های رسانه‌ای تأیید کردند که دوبرو در ۲۵ نوامبر ۲۰۰۷ مرده اعلام شده و بعداً مشخص شد که تقریباً شش روز قبل آن، از مصرف بیش از حد کوکائین مرده است. در ۱۴ ژانویه ۲۰۰۸، بانالی بیانیهٔ زیر را از طریق وب سایت خود در مورد آیندهٔ کوایت رایت منتشر کرد:
با من تماس گرفته شده است تا ببینم آیا مایلم با رودی سارزو و کارلوس کاوازو تماس بگیرم و از خوانندگانی برای کوایت رایت تست بزنم. همچنین با من تماس گرفته شده است تا ببینم آیا می‌خواهم با نسخهٔ کوایت رایت که شامل پل شورتینو، کارلوس کاوازو و شان مک‌ناب می‌شود، تماس بگیرم و گروه را اصلاح کنم. بگذارید این را خیلی ساده و کاملاً واضح بیان کنم. در حالی که من هنوز فعالانه درگیر منافع تجاری کوایت رایت هستم و به این سمت ادامه خواهم داد، هر پیشنهادی را برای ادامهٔ فعالیت کوایت رایت به عنوان یک نهاد اجرای زنده رد می‌کنم. دوستی، عشق و احترام من به کوین دوبرو و همچنین عشق و علاقه شخصی من به مادر کوین و خانواده‌اش باعث می‌شود که هیچ تشویقی برای اصلاح یا ادامه کوایت رایت برای من غیرقابل تصور باشد. کوین برای ادامه بدون او خیلی مهم بود. همچنین این یک بی‌احترامی به طرفدارانی است که نزدیک به ۲۵ سال از کوایت رایت حمایت کرده‌اند. از همه به خاطر ماجراجویی فوق‌العاده و گاهی غیرقابل پیش‌بینی‌ای که توانستم به عنوان یکی از اعضای کوایت رایت به اشتراک بگذارم، تشکر می‌کنم. تنها حسرتی که دارم از دست دادن کوین است. باشد که در آرامش باشد. من اکنون زندگی را پس از کوایت رایت آغاز می‌کنم.

### احیای چند خواننده و مرگ بانالی (۲۰۲۰–۲۰۱۰)
بانالی علیرغم اصرار قبلی خود مبنی بر اینکه کوایت رایت هرگز نمی‌تواند به عنوان یک اجرای زنده بازگردد، در سپتامبر ۲۰۱۰ نسخهٔ جدیدی از کوایت رایت را با حضور خود در درام، چاک رایت نوازندهٔ بیس، الکس گروسی نوازندهٔ گیتار و تازه‌وارد مارک هاف (که قبلاً عضو گروه ادای احترام ون هیلن ۵۱۵۰ بود) در آواز اعلام کرد. گروه به دنبال حمایت خانواده دوبرو بوده است و مادر دوبرو، بانالی را تشویق کرد تا گروه را احیا کند. در ژوئیه ۲۰۱۱، این ترکیب به عنوان پشتیبانی از اسلیر و اکسپت به آلمان سفر کرد.
در ۱۲ ژانویه ۲۰۱۲، در حالی که هاف در انتظار عمل جراحی مغز بود، کوایت رایت بیانیه‌ای منتشر کرد و اعلام کرد که راه خود را با هاف جدا کرده‌اند و کیت سنت جان (سابق گروه Montrose) را برای قرارهای آینده جایگزین می‌کنند. هاف به صورت آنلاین از اخراج خود مطلع شد. در مارس ۲۰۱۲، بانالی خوانندهٔ ناشناس اسکات ووکون را برای جایگزینی کامل هاف استخدام کرد.
کلی گارنی، نوازندهٔ اصلی بیس و عضو مؤسس گروه، زندگی نامهٔ مورد انتظار خود را در اکتبر ۲۰۱۲ منتشر کرد. این کتاب آغاز و سال‌های اولیهٔ کوایت رایت و همچنین جزئیات دوستی گارنی با دیگر عضو بنیان‌گذار گروه، رندی رودز را پوشش می‌دهد.
در نوامبر ۲۰۱۳، اعلام شد که اسکات ووکون به‌طور دوستانه راه خود را از کوایت رایت جدا کرده است و جانشین او خوانندهٔ گروه Love/Hate، جیزی پرل است که اولین برنامهٔ خود را با گروه در ۳۱ دسامبر در فلگ استاف، آریزونا اجرا کرد. سپس گزارش شد که گروه در استودیوی ضبط مشغول کار بر روی یک آلبوم استودیویی جدید است که قرار بود در سال ۲۰۱۴ منتشر شود.
در دسامبر ۲۰۱۳، فرانکی بانالی با مجلهٔ آنلاین لودوایر مصاحبه کرد، که در طی آن او دربارهٔ آیندهٔ کوایت رایت و همچنین آلبوم آیندهٔ آنها صحبت کرد. او فاش کرد که این آلبوم شامل شش آهنگ جدید ضبط شده در استودیو خواهد بود که رودی سارزو، نوازندهٔ سابق بیس و تونی فرانکلین، نوازندهٔ بیس پشتیبان در آلبوم توانبخشی هر کدام در دو آهنگ می‌نوازند، و همچنین چهار آهنگ زنده برگرفته از آخرین برنامه‌های ضبط شدهٔ حرفه‌ای کوین دوبرو با گروه در ۲۰۰۷. بانالی در مورد انتخاب آهنگ گفت:
من آگاهانه تصمیم گرفتم که از آهنگ‌های معمولی که مردم انتظار داشتند استفاده نکنم. من آهنگ‌هایی را انتخاب کردم که خاص و لحظه‌ای بودند. بیایید بگوییم که یک آهنگ آشنا وجود خواهد داشت، دو انتخاب غیرمنتظره و یکی که واقعاً ریشه‌های کوایت رایت و نحوهٔ تعامل گروه در عرصهٔ زنده را نشان می‌دهد. فکر می‌کنم طرفداران کوایت رایت واقعأ از انتخاب‌های من قدردانی خواهند کرد.
یک فیلم مستند کوایت رایت، با عنوان «خب حالا تو اینجا هستی، راه برگشتی وجود ندارد» (نامش برگرفته از غزلی در آهنگ موفق گروه «Bang Your Head» از آلبوم سلامت متال)» به کارگردانی و تهیه کنندگی نامزد بانالی، رجینا راسل، در همین زمان تکمیل شد. این فیلم برای اولین بار در جشنوارهٔ فیلم نیوپورت بیچ در ۲۶ آوریل ۲۰۱۴ به نمایش درآمد. در ژوئن ۲۰۱۴، گروه آلبوم جدید خود را با عنوان ۱۰ منتشر کرد که اولین انتشار استودیویی آنها در هشت سال گذشته و اولین آلبوم پس از آخرین اصلاحات آنها بود.
خواننده جیزی پرل در پایان سال ۲۰۱۶ گروه را ترک کرد تا روی حرفهٔ انفرادی خود تمرکز کند و شان نیکولز، خوانندهٔ سابق Adler's Appetite و Icon، که قبلاً Sheldon Tarsha نام داشت، جایگزین او شد. در ۱۳ فوریه ۲۰۱۷، گروه اعلام کرد که آلبوم جدید خشم جاده را در ۲۱ آوریل منتشر خواهد کرد. با این حال، در ماه مارس، اعلام شد که نیکولز گروه را ترک کرده و جیمز دوربین خوانندهٔ جدید است. گروه متعاقباً اعلام کرد که خشم جاده تا تابستان ۲۰۱۷ به تعویق می‌افتد تا تمام آوازهای نیکولز با اشعار و ملودی‌های جدید با صدای دوربین جایگزین شود. سپس اعلام شد که نسخهٔ جدید آلبوم در ۴ اوت توسط Frontiers Music Srl منتشر خواهد شد.
بانالی مجبور شد در طول سال ۲۰۱۹ در چندین برنامه کوایت رایت شرکت نکند، زیرا او تحت درمان سرطان لوزالمعده مرحلهٔ چهارم قرار داشت، اگرچه او تا اکتبر همان سال تشخیص خود را فاش نکرد. او با درامر سابق گروه تایپ او نگاتیو، جانی کلی یا مایک دوپک درامر سابق وسپ بسته به در دسترس بودن هر درامر جایگزین شد. در سپتامبر ۲۰۱۹، دوربین گروه را ترک کرد تا به گفته بانالی «مسیر خودش را دنبال کند» و پرل دوباره به عنوان خوانندهٔ اصلی استخدام شد. دو ماه بعد، چهاردهمین آلبوم استودیویی کوایت رایت و دومین و آخرین آلبوم با حضور دوربین، کابوی‌های هالیوود منتشر شد.
در ۲۰ اوت ۲۰۲۰، بانالی بر اثر سرطان لوزالمعده، که شانزده ماه قبل تشخیص داده شده بود، درگذشت، و پس از دوبرو در سال ۲۰۰۷، او به عنوان دومین عضو گروه دوران سلامت متال درگذشت.

### جانی کلی جایگزین فرانکی بانالی و بازگشت رودی سارزو (۲۰۲۰–اکنون)
در ۹ سپتامبر ۲۰۲۰، کوایت رایت در صفحهٔ فیس بوک خود اعلام کرد که بدون بانالی که آرزو می‌کرد موسیقی و میراث گروه را زنده نگه دارد، به کار خود ادامه خواهد داد. جانی کلی جایگزین او شد که در تورهای ۲۰۱۹ و ۲۰۲۰ گروه جای بانالی را پر کرده بود. گروه اولین تور خود را پس از درگذشت بانالی در تابستان ۲۰۲۱ آغاز کرد و در ماه مه همان سال اعلام کرد که قرار است موسیقی جدیدی را در سال ۲۰۲۲ منتشر کند.
در ۲ اوت ۲۰۲۱، کوایت رایت اعلام کرد که رودی سارزو، نوازندهٔ سابق بیس، مجدداً در اوایل سال ۲۰۲۲ به گروه ملحق خواهد شد و یک بار دیگر جایگزین چاک رایت خواهد شد. با این حال، سارزو اولین برنامه خود را با گروه در نزدیک به دو دهه در The Groove Music Hall در وودفورد، ویرجینیا در ۶ نوامبر ۲۰۲۱ اجرا کرد. در دسامبر ۲۰۲۱، سارزو تأیید کرد که موسیقی جدیدی از کوایت رایت همزمان با تور آینده آنها در سال ۲۰۲۲ منتشر خواهد شد: «ما چند سورپرایز در پیش داریم که قبلاً ضبط شده‌اند؛ بنابراین آنها فقط منتظر انتشار ما هستند. زمانی که تور را در فوریه [سال ۲۰۲۲] شروع کنیم، آن‌ها را همزمان منتشر خواهیم کرد.» در همان ماه، او فاش کرد که برنامه‌هایی برای جشن گرفتن چهلمین سالگرد سلامت متال در سال ۲۰۲۳ انجام شده است.

## سبک موسیقی
موسیقی کوایت رایت به عنوان هوی متال، گلم متال و هارد راک توصیف شده است.

## میراث
«سلامت متال» از کوایت رایت به عنوان موضوع عنوان بازی ویدئویی Showdown: Legends of Wrestling و همچنین در موسیقی متن بازی اتومبیل‌دزدی بزرگ: ماجراهای وایس سیتی و به عنوان یک آهنگ قابل پخش در بازی‌های Guitar Hero Encore: Rocks the 80s و به عنوان یک آهنگ قابل پخش ظاهر می‌شود. Rock Band Blitz، در حالی که «بیا و سر و صدا رو حس کن» در اتومبیل‌دزدی بزرگ: وایس سیتی نمایش داده می‌شود.
آهنگ بن فولدز ۲۰۰۱ «Rockin' the Suburbs» از گروه در جملهٔ «من حومهٔ شهرها را تکان می‌دهم، درست مانند کوایت رایت. من حومه شهرها را تکان می‌دهم، با این تفاوت که آنها با استعداد بودند.» در سال ۲۰۰۵ در آلبوم «Punk Goes 80's» از گروه Relient K که با کاور گروه بنگلز آهنگ «Manic Monday» را پوشش داد و دو خط اصلی را به این عنوان تغییر داد که: او با صدای کوایت رایت خود به من می‌گوید: «بیا سر و صدا را احساس کن.» در آهنگ گروه ویزر «Heart Songs» از آلبوم «Red» با نام خود، یک خط اینگونه است: «کوایت رایت باعث شد تا با ضربهٔ سرم شروع کنم.»
در اپیزود سال ۲۰۰۵ سیمپسون‌ها با عنوان «پدر، پسر و ستارۀ مهمان مقدس»، گروه به شوخی به عنوان تبدیل به یک گروه مذهبی به نام «Pious Riot» به تصویر کشیده می‌شود و یک تقلید از آهنگ «بیا سر و صدا را احساس کن» را پخش می‌کند.
«سلامت متال» همچنین در موسیقی متن فیلم کرانک ظاهر شد، در ادامه این آهنگ در سکانس آغازین فیلم و همچنین در صحنه‌هایی برای فیلم‌های آزاد و کشتی‌گیر پخش شد.
کشتی‌گیر حرفه‌ای نکرو بوچر (به انگلیسی: Necro Butcher) از «سلامت متال» به عنوان موضوع ورودی خود در Wrecking Ball Wrestling استفاده می‌کند.

## اعضا

### اعضای کنونی
- رودی سارزو – گیتار بیس، همخوان (۱۹۷۹–۱۹۷۸، ۱۹۸۵–۱۹۸۲، ۱۹۸۷، ۲۰۰۳–۱۹۹۷، ۲۰۲۱–اکنون)
- الکس گروسی – گیتار (۲۰۰۵–۲۰۰۴، ۲۰۰۷–۲۰۰۶، ۲۰۱۰–اکنون)
- جیزی پرل – خوانندهٔ اصلی (۲۰۱۶–۲۰۱۳، ۲۰۱۹–اکنون)
- جانی کلی – درام (۲۰۲۰–اکنون)

### اعضای پیشین
- کوین دوبرو – خوانندهٔ اصلی (۱۹۷۹–۱۹۷۵)، (۱۹۸۷–۱۹۸۲)، (۲۰۰۳–۱۹۹۱)، (۲۰۰۷–۲۰۰۴، تا زمان مرگش)
- درو فورسایت – درامز (۱۹۷۹–۱۹۷۵)
- رندی رودز – گیتار (۱۹۷۹–۱۹۷۵)، درگذشته ۱۹۸۲
- کلی گارنی – بیس (۱۹۷۸–۱۹۷۵)
- گرگ لئون – گیتار (۱۹۸۲–۱۹۷۹)
- گری ون دایک – بیس (۱۹۸۲–۱۹۸۰)
- کارلوس کاوازو – گیتار، همخوان (۱۹۸۹–۱۹۸۲)، (۲۰۰۳–۱۹۹۱)
- فرانکی بانالی – درامز (۱۹۸۹–۱۹۸۲)، (۲۰۰۳–۱۹۹۳)، (۲۰۰۷–۲۰۰۴)، (۲۰۲۰–۲۰۱۰) (تا زمان مرگش)
- کیل بنر – بیس (۱۹۸۵)
- چاک رایت – بیس، همخوان (۱۹۸۷–۱۹۸۵)، (۱۹۹۷–۱۹۹۴)، (۲۰۰۶–۲۰۰۴)، (۲۰۰۷–۲۰۰۶)، (۲۰۲۱–۲۰۱۰)
- پل شورتینو – خوانندهٔ اصلی (۱۹۸۹–۱۹۸۷)، (۲۰۰۲ خوانندهٔ جایگزین)
- شان مک‌ناب – بیس، همخوان (۱۹۸۹–۱۹۸۷)، (۲۰۰۶)
- کنی هیلری – بیس (۱۹۹۴–۱۹۹۱)، درگذشته ۱۹۹۶
- پت اشبی – درامز (۱۹۹۱)
- بابی راندینلی – درامز (۱۹۹۳–۱۹۹۱)
- مت لیتل – بیس (۱۹۹۵)
- بیورن انگلن – بیس (۱۹۹۵)
- تای وسترهوف – بیس (۱۹۹۵)
- تریسی گانز – گیتار (۲۰۰۶–۲۰۰۵)
- بیلی موریس – گیتار (۲۰۰۶)
- استیو فیستر – گیتار (۲۰۰۶)
- مارک هاف – خوانندهٔ اصلی (۲۰۱۲–۲۰۱۰)
- کیث سنت جان – خوانندهٔ اصلی (۲۰۱۲)
- شان نیکولز – خوانندهٔ اصلی (۲۰۱۷–۲۰۱۶)
- جیمز دوربین – خوانندهٔ اصلی (۲۰۱۹–۲۰۱۷)
- مایک دوپکه – درامز (۲۰۱۹)

## دیسکوگرافی

### آلبوم‌های استودیویی
| سال  | جزئیات آلبوم                                  | اوج موقعیت‌های نمودار | اوج موقعیت‌های نمودار | اوج موقعیت‌های نمودار | اوج موقعیت‌های نمودار | اوج موقعیت‌های نمودار | اوج موقعیت‌های نمودار | اوج موقعیت‌های نمودار | اوج موقعیت‌های نمودار | گواهینامه‌ها/ارقام فروش             |
| سال  | جزئیات آلبوم                                  | US                   | AUS                  | CAN                  | GER                  | NZ                   | NOR                  | SWE                  | UK                   | گواهینامه‌ها/ارقام فروش             |
| ---- | --------------------------------------------- | -------------------- | -------------------- | -------------------- | -------------------- | -------------------- | -------------------- | -------------------- | -------------------- | ---------------------------------- |
| ۱۹۷۸ | کوایت رایت (فقط ژاپن) انتشار: ۲ مارس ۱۹۷۸     | —                    | —                    | —                    | —                    | —                    | —                    | —                    | —                    | —                                  |
| ۱۹۷۸ | کوایت رایت ۲ (فقط ژاپن) انتشار: ۲ دسامبر ۱۹۷۸ | —                    | —                    | —                    | —                    | —                    | —                    | —                    | —                    | —                                  |
| ۱۹۸۳ | سلامت متال انتشار: ۲۸ فوریه ۱۹۸۳              | ۱                    | ۳۹                   | ۵                    | —                    | ۳۳                   | —                    | —                    | —                    | US: ×۶ پلاتینیوم CAN: ×۳ پلاتینیوم |
| ۱۹۸۴ | شرایط بحرانی انتشار: ۲ ژوئیه ۱۹۸۴             | ۱۵                   | ۴۷                   | ۱۴                   | ۴۲                   | ۳۵                   | ۱۳                   | ۱۸                   | ۷۱                   | US: پلاتینیوم CAN: پلاتینیوم       |
| ۱۹۸۶ | کوایت رایت ۳ انتشار: ژوئیه ۱۹۸۶               | ۳۱                   | —                    | —                    | —                    | —                    | —                    | ۲۹                   | —                    | US: ۴۱۰٬۰۰۰                        |
| ۱۹۸۸ | کوایت رایت انتشار: ۲۱ اکتبر ۱۹۸۸              | ۱۱۹                  | —                    | —                    | —                    | —                    | —                    | —                    | —                    | US: ۱۷۰٬۰۰۰                        |
| ۱۹۹۳ | وحشت‌زده انتشار: ۱۹ ژوئیه ۱۹۹۳                 | —                    | —                    | —                    | —                    | —                    | —                    | —                    | —                    | —                                  |
| ۱۹۹۵ | پایین تا به استخوان انتشار: ۱ مارس ۱۹۹۵       | —                    | —                    | —                    | —                    | —                    | —                    | —                    | —                    | —                                  |
| ۱۹۹۹ | زنده و خوب انتشار: ۲۳ مارس ۱۹۹۹               | —                    | —                    | —                    | —                    | —                    | —                    | —                    | —                    | —                                  |
| ۲۰۰۱ | لذت‌های گناهکار انتشار: ۲۹ مه ۲۰۰۱             | —                    | —                    | —                    | —                    | —                    | —                    | —                    | —                    | —                                  |
| ۲۰۰۶ | توانبخشی انتشار: ۳ اکتبر ۲۰۰۶                 | —                    | —                    | —                    | —                    | —                    | —                    | —                    | —                    | —                                  |
| ۲۰۱۴ | کوایت رایت ۱۰ انتشار: ۲۷ ژوئن ۲۰۱۴            | —                    | —                    | —                    | —                    | —                    | —                    | —                    | —                    | —                                  |
| ۲۰۱۷ | خشم جاده انتشار: ۴ اوت ۲۰۱۷                   | —                    | —                    | —                    | —                    | —                    | —                    | —                    | —                    | —                                  |
| ۲۰۱۹ | کابوی‌های هالیوود انتشار: ۸ نوامبر ۲۰۱۹        | —                    | —                    | —                    | —                    | —                    | —                    | —                    | —                    | —                                  |

### آلبوم‌های زنده
- زنده در جشنوارۀ ایالات متحده، ۱۹۸۳ (۲۰۱۲)
- یک شب در میلان (۲۰۱۹)

### آلبوم‌های تلفیقی
- برندگان همه را می‌گیرند (۱۹۹۰)
- سال‌های رندی رودز (۱۹۹۳)
- بهترین بازدیدها (۱۹۹۶)
- سوپر بازدیدها (۱۹۹۹)
- مجموعه (۲۰۰۰)
- زنده و جلد نادر ۱ (۲۰۰۵)
- نسخه‌های توسعه یافته (ضبط زنده در پاسادنا و نشویل، ۱۹۸۳) (۲۰۰۷)
- لیست پخش: بهترین‌های کوایت رایت (۲۰۰۸)

### تک آهنگ‌ها/ای‌پی‌ها
| سال  | ترانه                              | اوج موقعیت‌های نمودار | اوج موقعیت‌های نمودار | اوج موقعیت‌های نمودار | اوج موقعیت‌های نمودار | گواهینامه‌ها    | آلبوم             |
| سال  | ترانه                              | US                   | USRock               | AUS                  | CAN                  | گواهینامه‌ها    | آلبوم             |
| ---- | ---------------------------------- | -------------------- | -------------------- | -------------------- | -------------------- | -------------- | ----------------- |
| ۱۹۷۵ | "Suicidal Show"                    | —                    | —                    | —                    | —                    |                | تک‌آهنگ بدون آلبوم |
| ۱۹۷۷ | "It's Not So Funny"                | —                    | —                    | —                    | —                    |                | کوایت رایت        |
| ۱۹۷۸ | "Slick Black Cadillac"             | —                    | —                    | —                    | —                    |                | کوایت رایت ۲      |
| ۱۹۸۳ | «بیا و سر و صدا رو حس کن»          | ۵                    | ۷                    | ۹                    | ۸                    | US:طلا CAN:طلا | سلامت متال        |
| ۱۹۸۳ | "Slick Black Cadillac" [airplay]   | —                    | ۳۲                   | —                    | —                    |                | سلامت متال        |
| ۱۹۸۳ | "Bang Your Head (Metal Health)"    | ۳۱                   | ۳۷                   | ۸۴                   | ۴۸                   |                | سلامت متال        |
| ۱۹۸۴ | "Don't Wanna Let You Go" [airplay] | —                    | ۲۸                   | —                    | —                    |                | سلامت متال        |
| ۱۹۸۴ | "Bad Boy"                          | —                    | —                    | —                    | —                    |                | شرایط بحرانی      |
| ۱۹۸۴ | "Mama Weer All Crazee Now"         | ۵۱                   | ۱۳                   | ۵۹                   | ۵۰                   |                | شرایط بحرانی      |
| ۱۹۸۴ | "Sign of the Times" [airplay]      | —                    | ۲۸                   | —                    | —                    |                | شرایط بحرانی      |
| ۱۹۸۴ | "Winners Take All"                 | —                    | —                    | —                    | —                    |                | شرایط بحرانی      |
| ۱۹۸۴ | "Party All Night"                  | —                    | —                    | —                    | —                    |                | شرایط بحرانی      |
| ۱۹۸۶ | "The Wild and the Young"           | —                    | —                    | —                    | —                    |                | کوایت رایت ۳      |
| ۱۹۸۸ | "Stay with Me Tonight"             | —                    | —                    | —                    | —                    |                | کوایت رایت        |
| ۱۹۸۸ | "The Joker"                        | —                    | —                    | —                    | —                    |                | کوایت رایت        |
| ۱۹۹۳ | "Itchycoo Park"                    | —                    | —                    | —                    | —                    |                | وحشت‌زده           |
| ۱۹۹۳ | "Little Angel"                     | —                    | —                    | —                    | —                    |                | وحشت‌زده           |

یادداشت‌ها:
1. ↑  در ژاپن منتشر شد
2. ↑  در انگلستان منتشر شد
3. ↑  در هلند منتشر شد
4. ↑  در ژاپن منتشر شد

## فیلمبرداری

### فیلم‌های
- Bang Thy Head (۱۹۸۶)
- زندگی در قرن ۲۱ (۲۰۰۳)
- ۸۹ ساله‌ها در ژاپن زندگی می‌کنند (۲۰۰۴)
- زنده در جشنوارهٔ ایالات متحده، ۱۹۸۳ (۲۰۱۲)
- خوب حالا تو اینجایی، هیچ راه برگشتی نیست (۲۰۱۴)
- یک شب در میلان (۲۰۱۹)

### نماهنگ
- «سلامت متال»
- «بیا و سر و صدا رو حس کن»
- «ماما ویر همه دیوانه حالا»
- «تمام شب مهمونی گرفتن»
- «وحشی و جوان»
- «هتل گرگ و میش»
- «امشب با من بمان»